# Lactobacillus reuteri
Lactobacillus reuteri — вид грам-позитивних факультативно анаеробних бактерій родини Lactobacillaceae.

## Відкриття
Бактерія описана на початку XX століття, але була помилково віднесена до виду Lactobacillus fermentum. У 1960-х мікробіолог Герхард Ройтер, на честь якого цей вид згодом був названий, помітив певні відмінності L. reuteri від L. fermentum. Рейтер перекласифікував цей вид як Lactobacillus fermentum biotype II. Нарешті у 1982 році команда вчених під керівництвом Кандлера виявила суттєві відмінності між L. reuteri та іншими біотипами L. fermentum і бактерію описано як окремий вид.

## Спосіб життя
Lactobacillus reuteri мешкають в товстій кишці людини, овець, курей, свиней та гризунів. Вони також трапляються в ротовій порожнині, шлунку, тонкій кишці, вагіні. У кишечнику людини Lactobacillus reuteri під час анаеробного росту здатні виділяти антимікробні речовини реутерин, реутерицин 6 і реутерициклін. Реутерин може пригнічувати ріст різних бактерій, включаючи Escherichia, Salmonella, Shigella, Proteus, Pseudomonas, Clostridium і Staphylococcus, а також дріжджів, грибів, протозой та вірусів.

## Використання
L. reuteri використовується як пробіотик. Шведська компанія BioGaia володіє патентами на декілька штамів бактерії, а також патентами щодо комерційного використання L. reuteri.

## Штами
- Lactobacillus reuteri F275
- Lactobacillus reuteri 100-23
- Lactobacillus reuteri SD2112
- Lactobacillus reuteri CF48-3A
- Lactobacillus reuteri MM4-1A
- Lactobacillus reuteri JCM 1112
- Lactobacillus reuteri DSM 17938, вона ж ATCC 55730 (American Type Culture Collection 55730)
- Lactobacillus reuteri DSM 20016
- Lactobacillus reuteri MM2-3
- Lactobacillus reuteri MM2-2